# Schinne
Schinne este o comună în Saxonia-Anhalt, Germania